# 44216 Оліверкабаса
44216 Оліверкабаса (44216 Olivercabasa) — астероїд головного поясу, відкритий 4 серпня 1998 року.
Тіссеранів параметр щодо Юпітера — 3,326.